# Liechtenstein ai Giochi della XXX Olimpiade
Il Liechtenstein ha partecipato ai Giochi della XXX Olimpiade di Londra, che si sono svolti dal 27 luglio al 12 agosto 2012, con una delegazione di 3 atleti.
Alla cerimonia di apertura la portabandiera è stata la tennista Stephanie Vogt, mentre la portabandiera della cerimonia di chiusura è stata la nuotatrice Julia Hassler.
Il Liechtenstein non ha vinto alcuna medaglia.

## Atletica leggera
Maschile
| Atleta         | Gara     | Batterie | Batterie | Quarti | Quarti | Semifinali | Semifinali | Finale    | Finale |
| Atleta         | Gara     | Tempo    | Pos.     | Tempo  | Pos.   | Tempo      | Pos.       | Tempo     | Pos.   |
| -------------- | -------- | -------- | -------- | ------ | ------ | ---------- | ---------- | --------- | ------ |
| Marcel Tschopp | Maratona | N.D.     | N.D.     | N.D.   | N.D.   | N.D.       | N.D.       | 2h 28'54" | 75°    |

## Nuoto
Femminile
| Atleta        | Gara               | Batteria | Batteria  | Semifinale | Semifinale | Finale          | Finale          |
| Atleta        | Gara               | Tempo    | Posizione | Tempo      | Posizione  | Tempo           | Posizione       |
| ------------- | ------------------ | -------- | --------- | ---------- | ---------- | --------------- | --------------- |
| Julia Hassler | 400 m stile libero | 4'12"99  | 27ª       | N.D.       | N.D.       | Non qualificata | Non qualificata |
| Julia Hassler | 800 m stile libero | 8'35"18  | 17ª       | N.D.       | N.D.       | Non qualificata | Non qualificata |

## Tennis
Femminile
| Atleta         | Evento  | 32-esimi                            | 16-esimi        | Ottavi di finale | Quarti di finale | Semifinali      | Finale          | Classifica      |
| Atleta         | Evento  | Avver. Punt.                        | Avver. Punt.    | Avver. Punt.     | Avver. Punt.     | Avver. Punt.    | Avver. Punt.    | Classifica      |
| -------------- | ------- | ----------------------------------- | --------------- | ---------------- | ---------------- | --------------- | --------------- | --------------- |
| Stephanie Vogt | Singolo | A. Tatišvili (GEO) P 0-2 (2-6, 0-6) | Non qualificata | Non qualificata  | Non qualificata  | Non qualificata | Non qualificata | Non qualificata |